# Megascops stangiae
Megascops stangiae  (лат.) — вид птиц из семейства совиных.

## Таксономия

### Этимология
Видовое название дано в честь Сестры Дороти Мае Станг (1931—2005), помогавшей бедным фермерам и окружающей среде Бразильской Амазонии с 1960-х годов и вплоть до своего жестокого убийства в 2005.

## История изучения
В выделении нового вида сыграли роль и генетические исследования, и анализ записей вокализации птиц, проведенные при изучении комплекса видов Megascops atricapilla-Megascops watsonii.

## Распространение
Обитают в Южной Америке, эндемики Бразилии. Являются эндемиками местности, сильно пострадавшей в 2019 году от лесных пожаров. Лесные птицы, ведущие ночной образ жизни.

## Описание
Голотип был окрашен в оттенки коричневого. Радужные оболочки оранжевые. Вес составил 140 г.